# Comté de Whiteside
Pour les articles homonymes, voir Whiteside.
Le comté de Whiteside est un comté situé dans l'État de l'Illinois, aux États-Unis. En 2010, sa population est de 58 498 habitants. Son siège est Morrison.